# Reamleep
reamleep（リームリープ）はボーカルmee（みー）による日本のソロシンガー名。日本のアイドル、歌手。meeは激情型ロックアイドル「AKIARIM」のメンバーとしても活動している。
おひつじ座。エコーズエンタテイメント所属。

## reamleep
vo.mee（みー）
名前の由来はDreamとSleepを合わせた造語。
reamleep（リームリープ）として活動を始めたのは2018年7月。2018年9月23日以降はソロとして活動している。
初期は2人でアイドルシンガー風の活動だったが現在は「バンドのないバンドボーカル」というイメージで活動をしている。
2021年現在はAKIARIMのmeeとしての活動が多くなっているが、休止しているわけではない。
2021年5月20日、新たなアーティスト写真が公開された。

## mee
reamleepの中の人。読みは”みー”。 
尊敬・憧れ：金子理江 / L’Arc-en-Ciel
好きな曲：Generation Hard Knocks(LADYBABY)
好きなもの：メイク系YouTube、すみっコぐらし 
嫌いなもの：体調不良
趣味は歌うこと、ソロキャンプ
加入当初は長い金髪（アー写）だったが現在はショートボブの銀髪にしている為、中性的な見た目。
フレンドリーな性格。本人は、元（現在も）ヲタク。声フェチ。
reamleep活動中に現在の事務所にスカウトされた。
まっすぐ遠くまで響く強い歌声が持ち味。
2021年2月13日、AKIARIMのmeeとして作詞曲『ALL IS WELL』を披露。

## 活動
- 2021年3月20日第４回アイドルベストシンガーコンテスト[1]出場(予選1位通過)、同月21日準決勝出場

## AKIARIM
所属グループ。

## 作品

### reamleepセルフプロデュース
| No | タイトル           | 備考 |
| -- | ------------------ | ---- |
| 1  | so what?           |      |
| 2  | クソッタレ、バカ   |      |
| 3  | never change       |      |
| 4  | 約束               |      |
| 5  | 水色               |      |
| 6  | HOTARU             |      |
| 7  | 新曲(タイトル未定) |      |